# Olivella pusilla
Olivella pusilla là một loài ốc biển cỡ nhỏ, là động vật thân mềm chân bụng sống ở biển thuộc họ Olivellidae, họ ốc ôliu nhỏ.

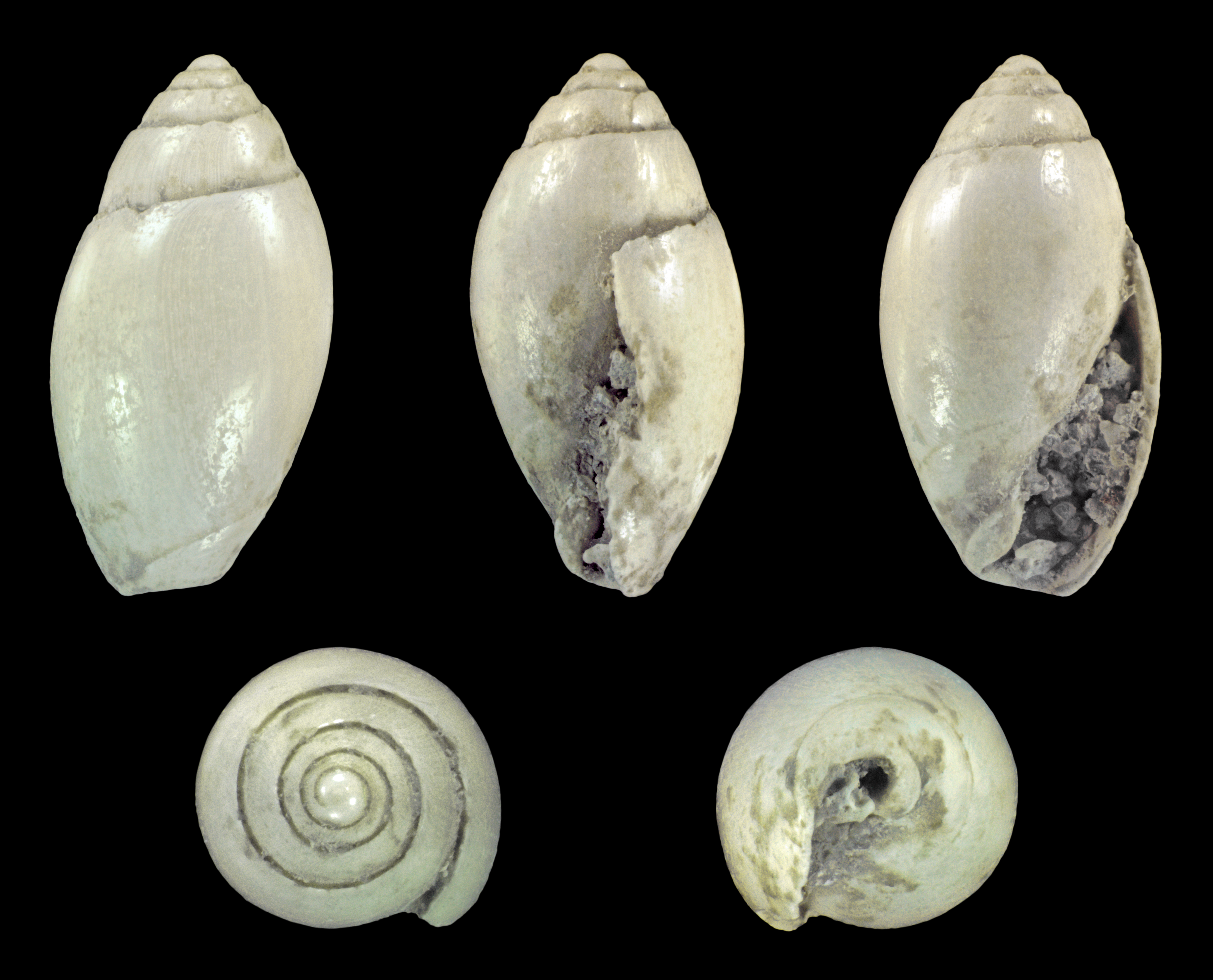
Hóa thạch (Pliocene, Florida)